# Alloschizidium sardoum
Alloschizidium sardoum là một loài chân đều trong họ Armadillidiidae. Loài này được Arcangeli miêu tả khoa học năm 1933.